# María Laura Vasquéz
Pour les articles homonymes, voir Vasquez.
María Laura Vasquéz née en 1976 à La Plata est une documentariste argentine.

## Biographie
Elle étudie le cinéma à l'Université de Buenos Aires. Elle est diplômé en tant que réalisateur à l'École internationale de cinéma et de télévision de San Antonio de Los Banos, à Cuba. Elle réalise des documentaires sur la vie politique et sociale du Venezuela, l'Argentine, la Bolivie et Cuba. Elle s'intéresse aux processus émancipateurs de l'Amérique du sud.
De 2000 à 2011, elle travaille au Venezuela pour La Villa del Cine. Elle réalise en 2008, un documentaire en trois parties sur l'histoire de l'Amérique du Sud.
Pour La Rébellion de la flores, elle suit un groupe de 23 femmes autochtones de différentes régions d'Argentine. Elles occupent pacifiquement pendant onze jours le ministère de l'intérieur, pour dénoncer le terricide de leur territoire. Ce terme désigne toutes les formes d'oppressions que subissent les peuples autochtones : la faim, l'exploitation de la nature, les incendies, la spiritualité.

## Films
- Cuando la brújula marcó el sur, 90 min, 2008
- Olga Kirowa, 55 min,
- Projecto independencia : El espiritu libetario de un pueblo, 2011
- La Rebelion de la flores, 92min, 2022

## Prix et distinctions
- Prix du meilleur film sur les thèmes environnementaux, Festival du film latino-américain, pour La Rébellion de la flores,2022

- Prix du meilleur film documentaire, Festcines, Aqua de Rio de Janeiro, Brésil, pour La Rébellion de la flores, 2022